# Aeroport de Múrcia-San Javier
L'Aeroport de Múrcia-San Javier (codi IATA: MJV, codi OACI: LELC) és una base militar, situada a Santiago de la Ribera (Regió de Múrcia). Fins a 2019 va funcionar també com un aeroport civil gestionat per Aena (Aeroports Espanyols i Navegació Aèria).